# (20254) Úpice
(20254) Úpice (asteroide n.º 20254, con la designación provisional 1998 FE2) es un asteroide de la cinturón principal, a 2,1773312 UA. Posee una excentricidad de 0,1327305 y un período orbital de 1 452,96 días (3,98 años).
Upice tiene una velocidad orbital media de 18,79782248 km/s y una inclinación de 3,9941º.
Este asteroide fue descubierto en 21 de marzo de 1998 por Petr Pravec en el Observatorio de Ondřejov.